# Gunnela Björk
Ebba Gunnela Björk, född 9 februari 1949 i Gustav Vasa församling i Stockholm, är en svensk historiker och docent i historia vid Örebro universitet.
Björk, som tidigare har arbetat som psykolog och journalist, disputerade vid Stockholms universitet i januari 2000 med avhandlingen Att förhandla sitt medborgarskap: kvinnor som kollektiva politiska aktörer i Örebro 1900–1950. Hon har även forskat om politikens medialisering och givit ut boken Olof Palme och medierna (Boréa 2006). Hennes bok Margaret Thatcher. En biografi (Historiska media, 2013) var den första svenska biografin på svenska över Margaret Thatcher, Storbritanniens premiärminister 1979–1990, och hennes politiska gärning. 
År 2017 kom Björks uppmärksammade biografi över den socialistiska agitatorn Kata Dalström: Kata Dalström. Agitatorn som gick sin egen väg (Historiska Media). Samma år kom "En vår som ingen annan – Kata Dalström i Norrbotten 1917". I Då var det 1917. En antologi utgiven av Arbetarnas Kulturhistoriska Sällskap och Arbetarrörelsens Arkiv och Bibliotek. 
2021 kom ännu en biografi: Lust och nöd. Karin & Nils Adamsson - sexualupplysningens pionjärer. (Historiska Media). Den skildrar både två färgstarka profiler och det högljudda sedlighetsdebatt som fördes i det tidiga 1900-talets Sverige. 
Gunnela Björk är också en flitig föredragshållare och medverkar regelbundet med artiklar och recensioner i bland annat Historiskan och Populär Historia.
Gunnela Björks livskamrat var historikern Thord Strömberg.
Gunnela Björk är syster till arkitekten Cecilia Björk.